# Чилтон (Тексас)
Чилтон (енгл. Chilton) насељено је место без административног статуса у америчкој савезној држави Тексас.

## Демографија
По попису из 2010. године број становника је 911.
| Група             | 2000.    | 2010.       |
| Белци             | 0 (0,0%) | 266 (29,2%) |
| Афроамериканци    | 0 (0,0%) | 87 (9,5%)   |
| Азијати           | 0 (0,0%) | 2 (0,2%)    |
| Хиспаноамериканци | 0 (0,0%) | 542 (59,5%) |
| Укупно            | 0        | 911         |